# 戦闘水泳中隊

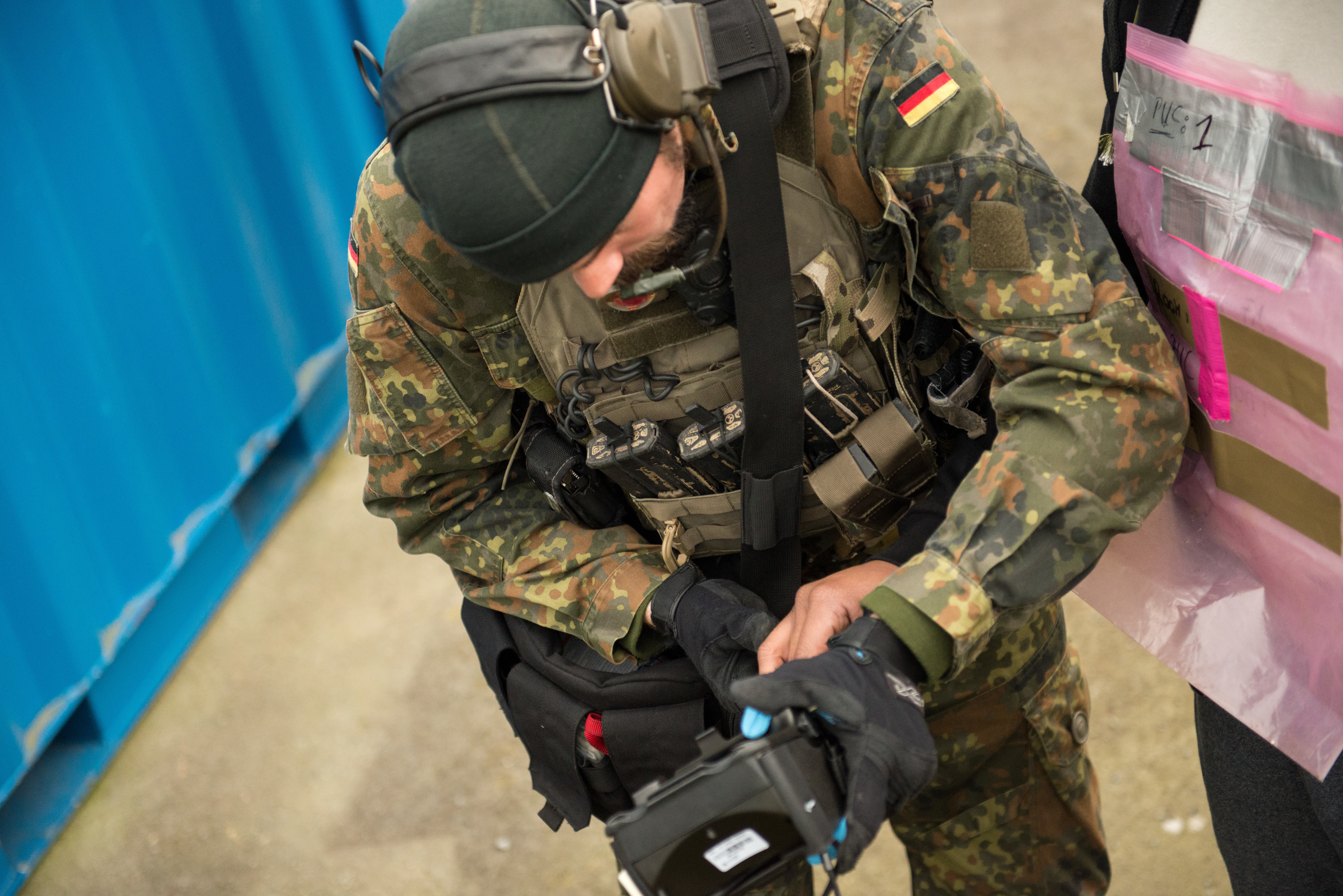
KSMの隊員

海軍戦闘水泳中隊(ドイツ語: Kampfschwimmer)は、ドイツ連邦海軍第1機動隊群隷下のフロッグマン部隊。近年では海軍特殊作戦コマンド(ドイツ語: Kommando Spezialkräfte Marine)と呼ばれている。東欧圏における水陸両用作戦に備えて1956年に創設された。

## 任務
- テロとの戦い
- 非対称戦争
- 秘密工作
- 戦場と危険地帯における情報収集
- 偵察
- 船舶や橋梁などへの攻撃や敵の攻撃への防衛。

## 選抜
海軍の軍曹以上あるいは8年以上の乗船経験のある船舶職員より、厳しい体力テストにより選抜が行われる(1000m遠泳を23分以内で行う、5000mを23分以内に走るなど)。
選抜に選ばれると水泳やダイビング、射撃など武器の扱い、パラシュート降下の訓練を受ける。一人前のフロッグマン隊員として認められるまでは4年かかると言われている。